# Jules Desbois
 (janvier 2012).
Si vous disposez d'ouvrages ou d'articles de référence ou si vous connaissez des sites web de qualité traitant du thème abordé ici, merci de compléter l'article en donnant les références utiles à sa vérifiabilité et en les liant à la section « Notes et références ».
Pour les articles homonymes, voir Desbois.
Jules Desbois, né le 20 décembre 1851 à Parçay-les-Pins, et mort le 2 octobre 1935 à Paris est un sculpteur et médailleur français.

## Biographie

Monument à Puvis de Chavannes (1924), dans le square Samuel-Paty, Paris 5e.

Après un court passage dans un atelier tourangeau, Desbois intègre l’atelier d'Henri Bouriché à Angers. En 1874, il part étudier aux Beaux-arts de Paris. Il y reste cinq ans et perfectionne sa technique dans l’atelier de Jules Cavelier, ancien élève de David d’Angers.

### L’aventure américaine et la rencontre avec Rodin
En 1878, Desbois rencontre Auguste Rodin sur le chantier de l'ancien palais du Trocadéro et se lie d’amitié avec lui. La même année, il décide de tenter sa chance aux États-Unis, mais il n’y fait pas fortune et regagne la France trois ans plus tard. Il se tourne un temps vers l’héliogravure, jusqu’à ce qu’il rencontre de nouveau Rodin, qui a besoin de collaborateurs pour faire face à de nombreuses commandes. Desbois revient à la sculpture et travaille à l’atelier du maître en tant que praticien en 1884. Il aurait découvert, en 1887, le modèle italien octogénaire, Maria Caira, qui lui sert pour la création de la Misère, et qui inspirera à Rodin et à Camille Claudel des œuvres comme Celle qui fut la belle Heaulmière, L'Hiver et Clotho.
Membre du Salon des artistes français, il y obtient en 1887 une médaille de 1re classe puis remporte une médaille d'or à l'Exposition universelle de Paris de 1889. Il est aussi membre du jury de l'Exposition universelle de 1900 où il est classé en hors-concours.

### L’épanouissement d’un art

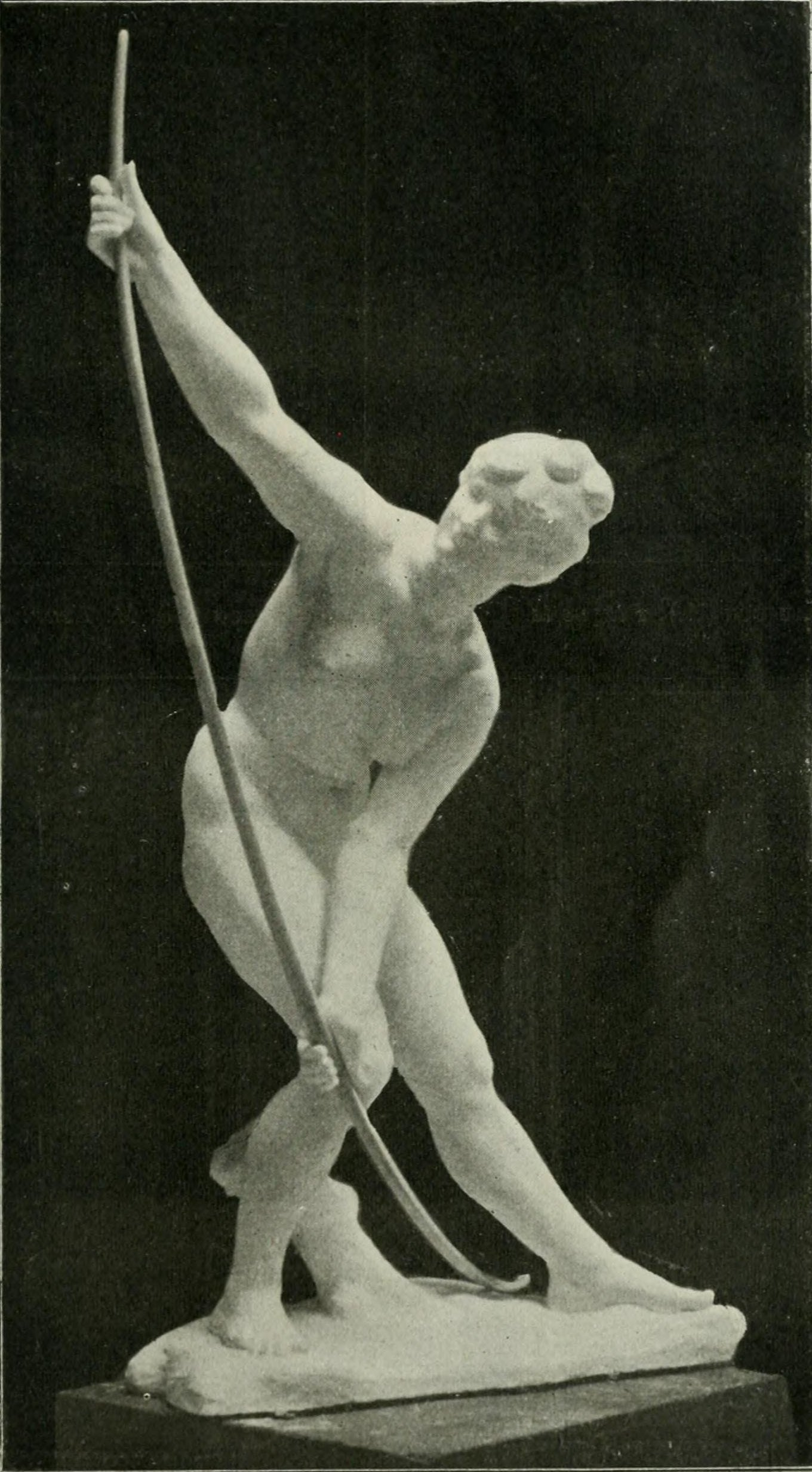
Femme a l'arc, Salon de 1905.

La collaboration avec Rodin joue un rôle essentiel dans l’évolution artistique de Desbois. Rodin lui apprend à se libérer des carcans de sa formation classique pour développer une esthétique plus personnelle. Les deux artistes s’inspirent et s’influencent mutuellement. Desbois acquiert une notoriété et reçoit de plus en plus de commandes, y compris de l’État. Il est également présent dans de nombreux Salons. Celui en 1894 de la Société nationale des beaux-arts où il expose La Misère, sculpture d'une femme âgée à l'allure décharnée qui fait sensation, lui assure la consécration. En 1896, la Société nationale des beaux-arts lui consacre une exposition personnelle.

### La reconnaissance
Entre 1914 et 1930, Desbois réalise de nombreuses œuvres qu’il expose dans des Salons. Il effectue des commandes pour l’État ou des particuliers.
En 1930, affaibli par des problèmes de santé, il cesse définitivement de sculpter pour se consacrer au pastel et meurt cinq ans plus tard à son domicile parisien du boulevard Murat, dans le quartier d'Auteuil. Ses cendres ont été déposées dans la case no 4837 au columbarium du cimetière du Père-Lachaise.

### Postérité
Pourtant considéré comme « l’un des meilleurs sculpteurs de son siècle »[réf. nécessaire], Desbois tombe dans l’oubli après sa mort, et ses œuvres sont dispersées. De plus, sa collaboration avec Rodin a occulté son travail, l’histoire ne retenant que le nom du maître. Il faudra attendre 1979 et la création par Raymond HUARD (1934-2017), autre sculpteur né à Parçay les Pins, d'un premier musée consacré à Desbois, dans sa maison natale, pour que son œuvre soit reconnue et considérée à sa juste valeur.

## L’œuvre
Desbois travaille des matériaux assez divers, utilisant la pierre, le marbre, le bronze, le bois et le plâtre, mais aussi l’étain pour les arts décoratifs, produisant une œuvre riche et variée. Il puise principalement son inspiration dans les mythes antiques, les figures allégoriques, mais aussi dans des sujets contemporains en s'inspirant des guerres de 1870 et de 1914-1918.
Son œuvre est le reflet fidèle des courants et techniques utilisés dans l’art au XIXe siècle et s'ordonne autour de trois grands axes de travail. En plus de ceux-ci, Desbois réalisa un certain nombre de monuments commémoratifs à la demande de l’État et de particuliers. C’est aussi un bon portraitiste qui reproduit fidèlement les traits de ses modèles.

### L’étude du mouvement et du modelé

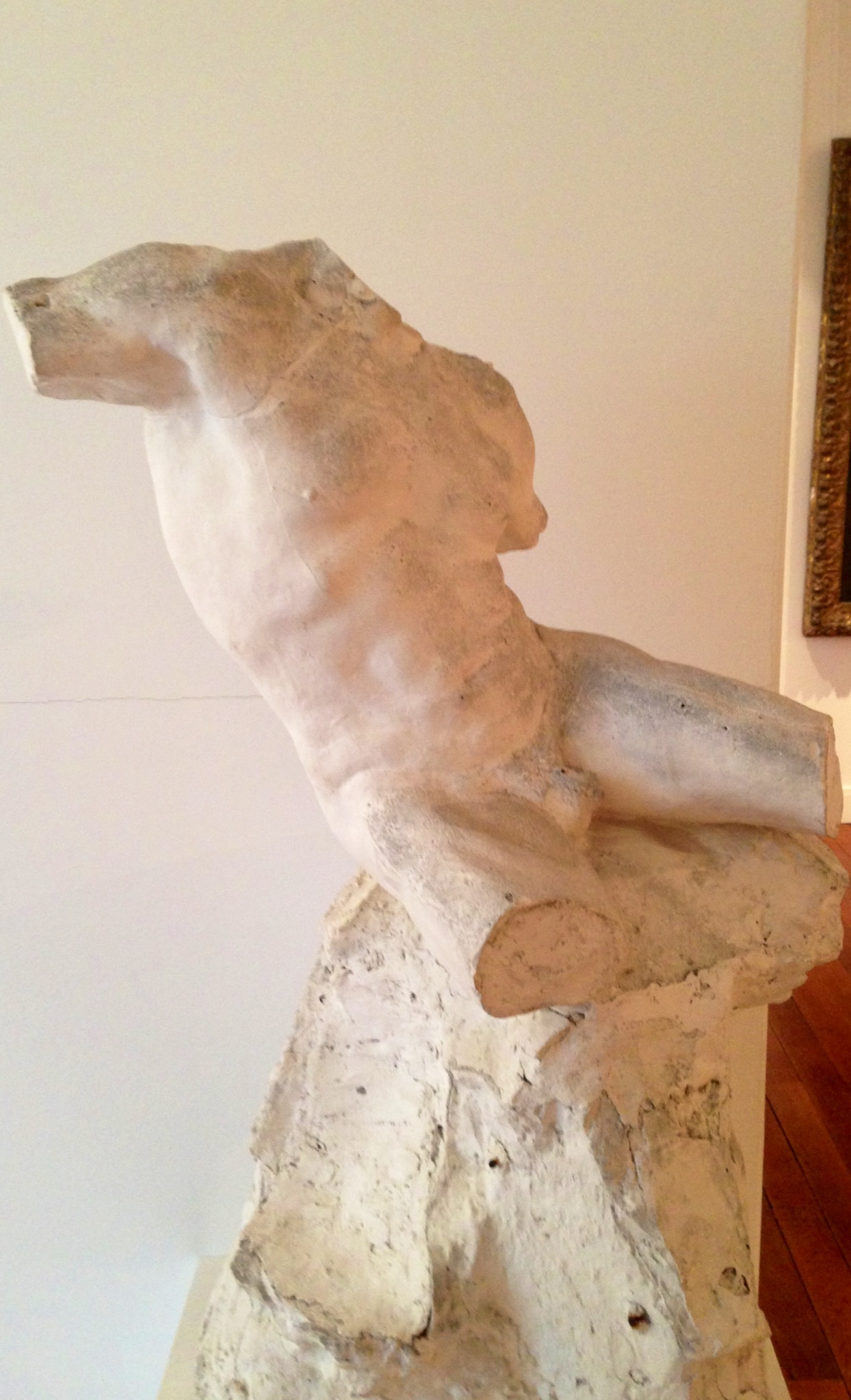
Torse de Sisyphe (1908), plâtre, musée des beaux-arts de Tours.

Au XIXe siècle, l’observation scientifique du corps joue un rôle essentiel dans l’art. Jules Desbois s’est beaucoup intéressé à la composition du mouvement et à son expression artistique. Parfait connaisseur de l’anatomie humaine, il n’hésite pas à jouer sur les proportions et la déconstruction de certaines parties du corps pour obtenir un résultat visuel harmonieux et expressif. Il représente principalement des femmes, dont le corps tout en courbes et rondeurs lui permet d’exprimer la virtuosité de son modelé.

### L’intérêt pour le mouvement réaliste
Tout comme ses contemporains Auguste Rodin et Camille Claudel, Desbois s’intéresse à la condition humaine, au passage du temps et à ses effets sur le corps humain. Néanmoins, il se singularise de Rodin en exprimant dans ses œuvres compassion et humanisme, au contraire du maître qui s’applique à montrer la déchéance humaine dans toute son horreur[réf. nécessaire].
Desbois réalise ainsi un certain nombre d’œuvres en lien avec la représentation de la mort, de la misère et de la vieillesse saisissantes de réalisme et d’humanité, dans un style éloigné de l'académisme.

### Le manifeste pour les arts décoratifs
Pour Desbois, « la sculpture est l’un des arts les plus accessibles »[réf. nécessaire], et il entend bien mettre ce crédo en œuvre.
En 1898, il rejoint le groupe de L'Art dans Tout qui devient un axe de la réflexion et de la production des tenants de l'Art nouveau dans le contexte du développement de l’industrialisation. Desbois produit de modèles d’édition, souvent des statuettes de femmes, mais aussi des objets utilitaires destinés à être reproduits tels des gourdes, des vide-poches, des assiettes, pour faire entrer l’art dans le quotidien. Il travaille aussi en tant que figuriste pour la manufacture de Sèvres.
Galerie

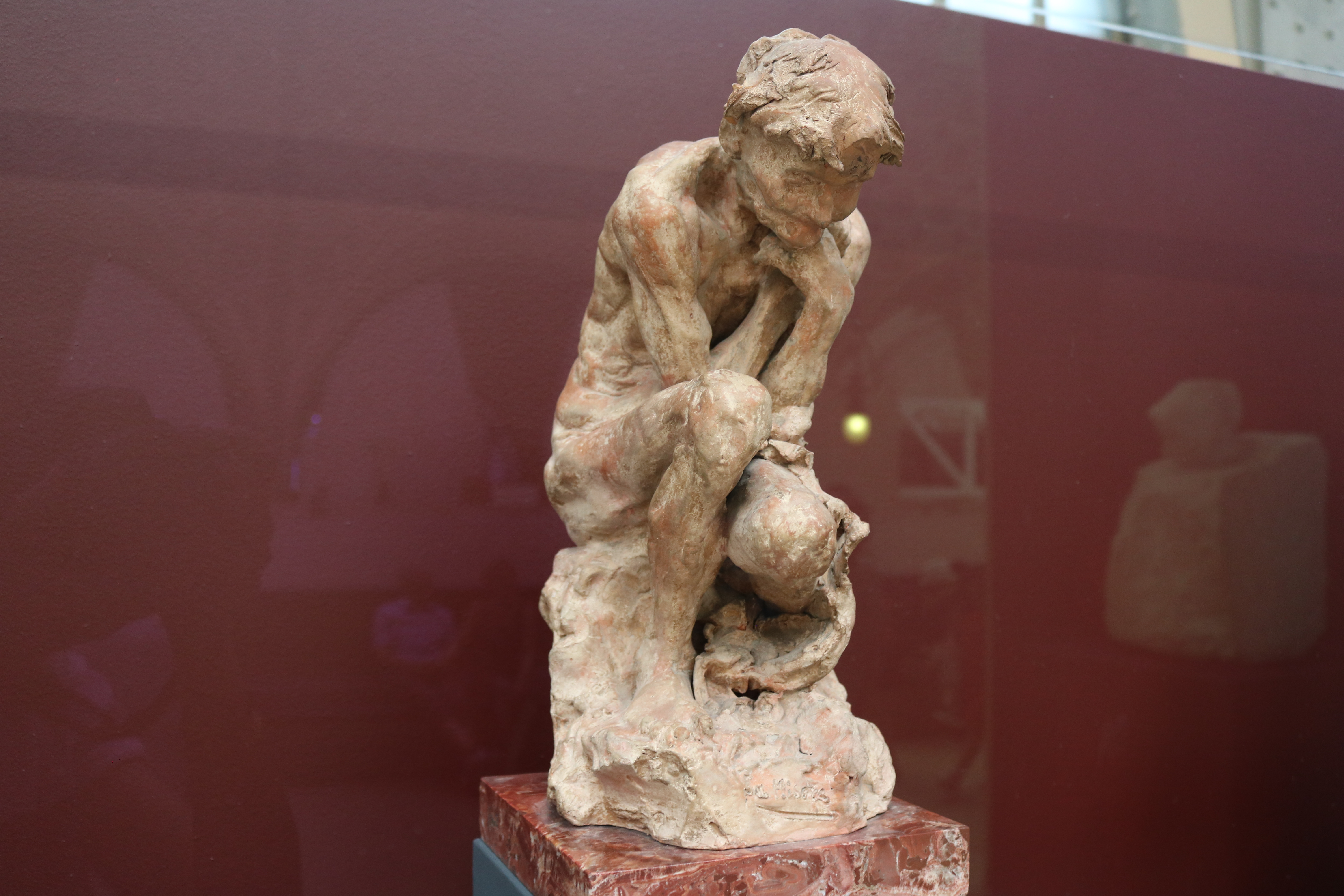
La Misère, esquisse en terre cuite, 1884-5 - Paris, Musée d'Orsay
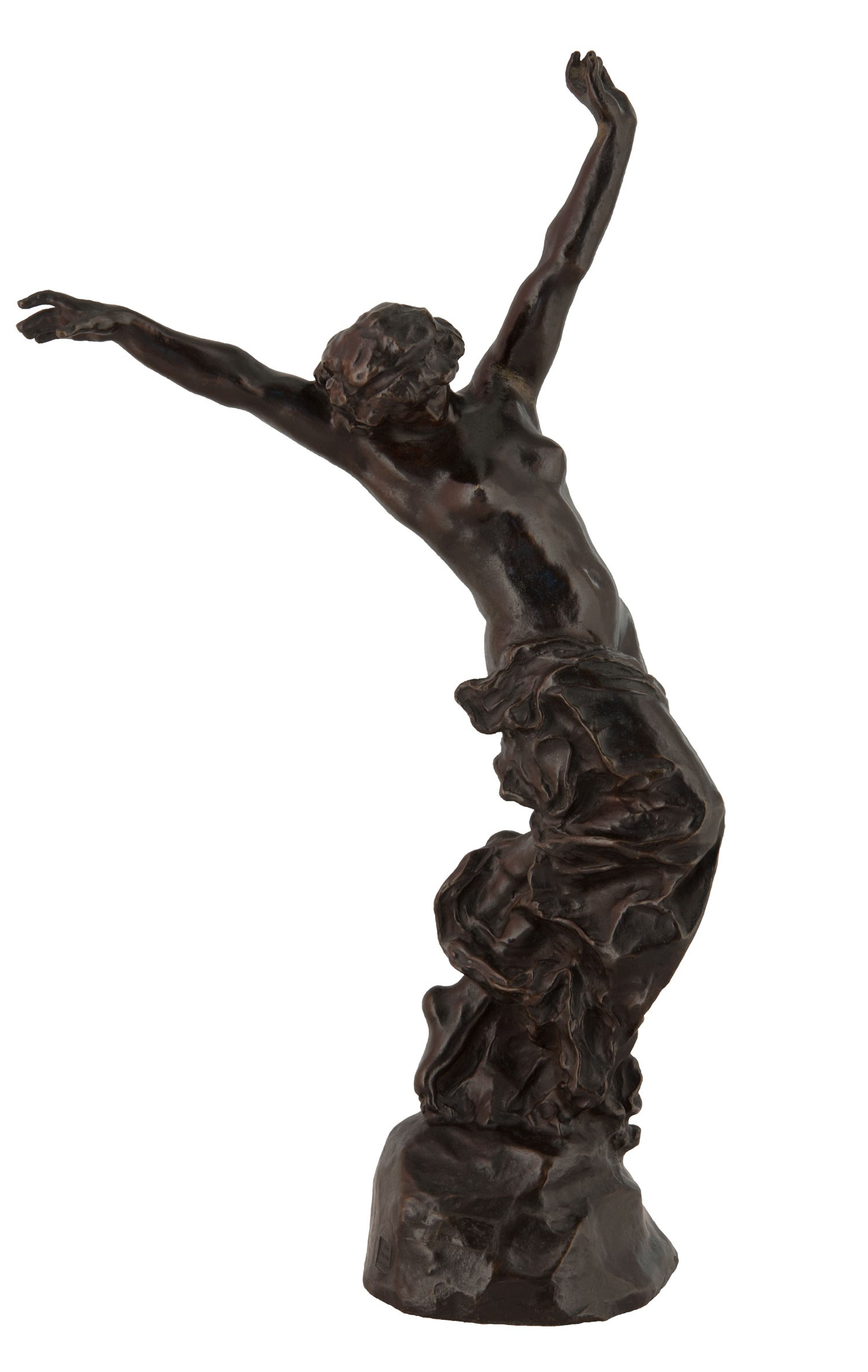
Salomé dansant devant Hérode, 1890ca - Buenos aires National Museum of fine arts
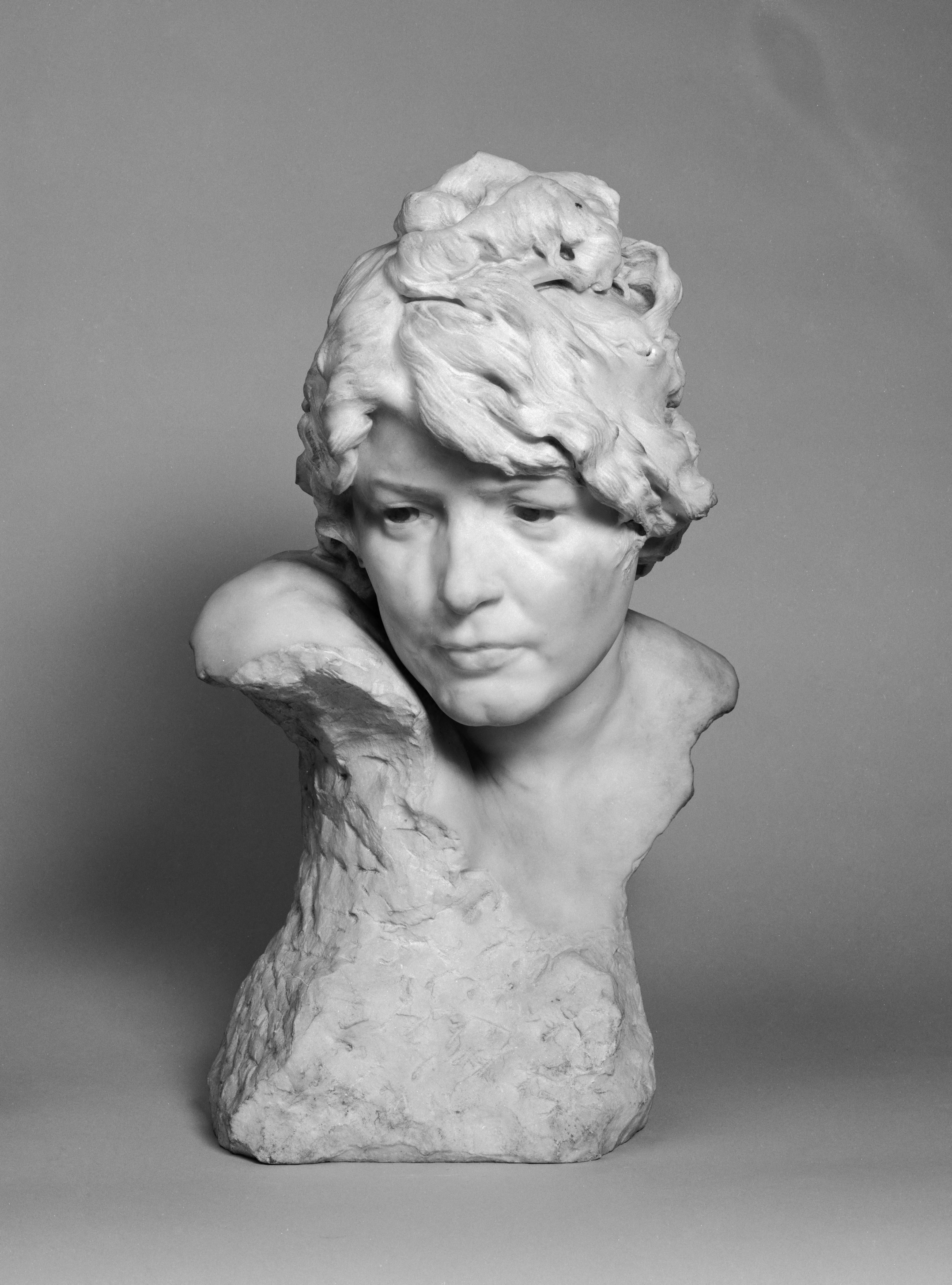
Buste de Lili Grenier, 1896, paris Petit Palais

### Récompenses
- Médaille d'or à l'Exposition universelle de Paris de 1889[2]